# Ladislaus Bortkiewicz
Pour les articles homonymes, voir Bortkiewicz.
Ladislaus Josephovich Bortkiewicz ou en polonais : Władysław Bortkiewicz (en russe : Владислав Иосифович Борткевич — soit : Vladislav Iossifovitch Bortkievitch) (Saint-Pétersbourg 7 août 1868 - Berlin 15 juillet 1931), est un économiste et statisticien russe d'origine polonaise.
Il publia en 1898 un livre sur la loi de Poisson intitulé la loi des petits nombres, après les travaux de Siméon Denis Poisson (1781-1840) qui était aussi membre de l'Académie de Berlin.

## Vie et travaux
Bortkiewicz naît à Saint Petersbourg, dans l’Empire Russe. Il est diplômé de la faculté de droit en 1890.
En 1898, il publie un livre concernant la distribution de Poisson, intitulé La loi des petits nombres. Dans ce livre, il est le premier à remarquer que les évènements survenant avec une faible fréquence dans une population large suivent une distribution de Poisson, même quand la probabilité de ces événements varie. Les données montrent le nombre annuel de soldats tués par un cheval dans chacun des 14 corps de cavalerie au cours d’une période de 20 ans. Bortkiewicz montre que ces nombres suivent une distribution de Poisson. Le livre examine également des données sur les suicides d’enfants. Certains ont suggéré que la loi de Poisson devrait être nommée « loi de Bortkiewicz ».
En économie, Bortkiewicz est connu pour son analyse des schémas de reproduction de Karl Marx dans les deux derniers volumes du Capital. Bortkiewicz identifie le problème de la transformation dans l’œuvre de Marx. S’appuyant sur l’analyse de Ricardo par Vladimir Karpovich Dmitriev, Borkiewicz prouve que les données utilisées par Marx sont suffisantes pour calculer le taux de profit moyen et les prix relatifs. Bien que la procédure de transformation utilisée par Marx soit incorrecte – Marx ne calculant pas les prix et les taux de profits simultanément, mais de manière séquentielle – Bortkiewicz montre qu’il est possible d’obtenir les résultats corrects en utilisant le cadre analytique de Marx, c’est-à-dire qu’en utilisant les variables marxistes de capital variable et capital constant, il est possible d’obtenir le taux de profit et les prix relatifs dans un modèle à trois secteurs. Cette « correction du système de Marx » est la contribution majeure de Bortkiewicz à l’économie classique et marxiste, mais elle reste totalement passée sous silence jusqu’au livre de Paul Sweezy de 1942, La théorie du développement capitaliste. En 1960, Piero Sraffa fournit une généralisation complète de la méthode de calcul simultané, applicable aussi bien à l’économie classique qu’à l’économie marxiste.
Bortkiewicz meurt à Berlin, en Allemagne. Ses papiers, incluant une correspondance volumineuse (plus de 1000 lettres sur la période s’étendant de 1876 à 1931), sont déposées à l’Université d’Uppsala, en Suède, à l’exception de sa correspondance avec Léon Walras, qui aboutissent aux États-Unis dans la collection de William Jaffe, un chercheur spécialiste de Walras.

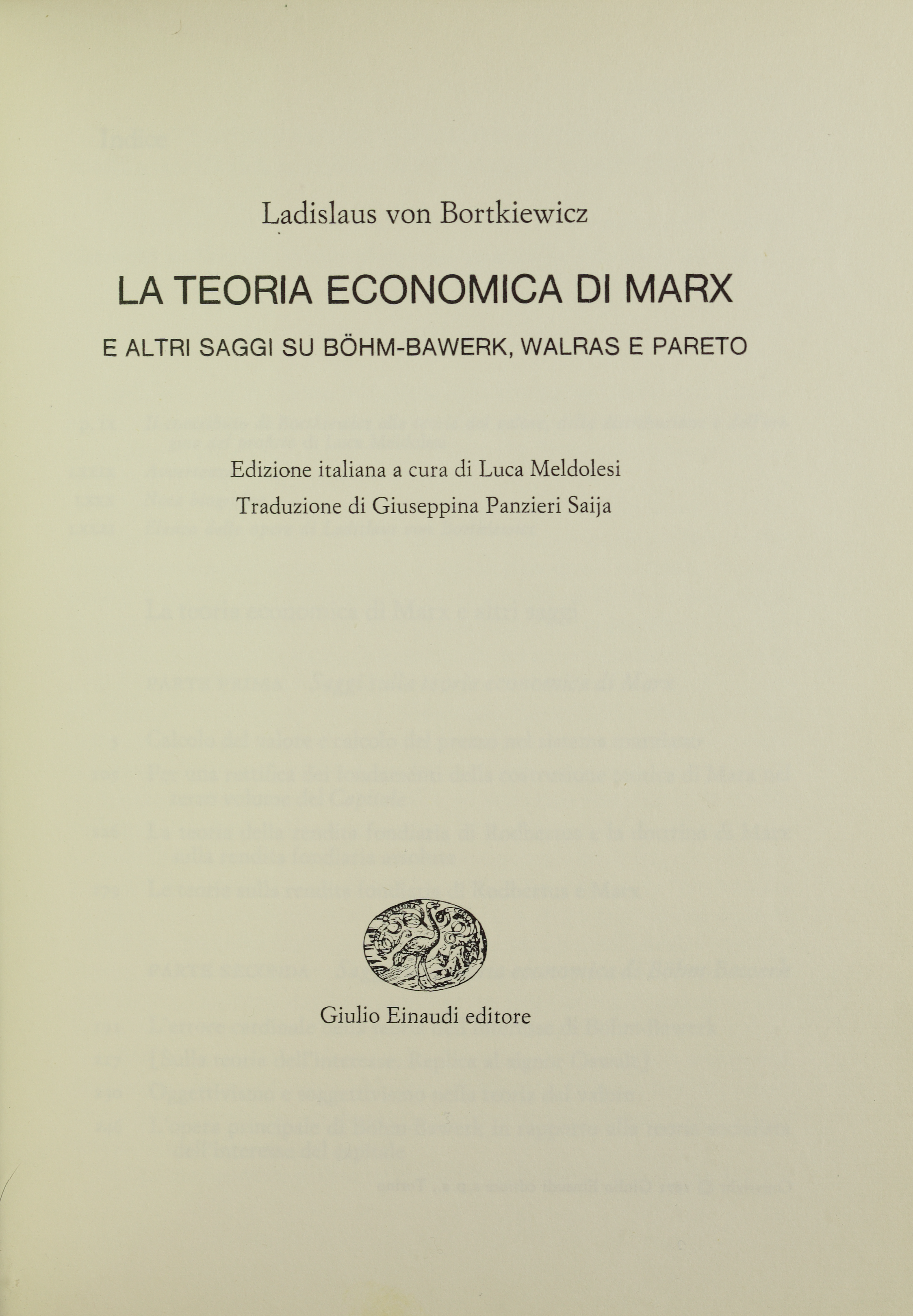
Edition italienne de 1971 de l'ouvrage de Bortkiewicz, "La théorie économique de Marx"

## Publications majeures
- Die mittlere Lebensdauer. Die Methoden ihrer Bestimmung und ihr Verhältnis zur Sterblichkeitsmessung. Gustav Fischer, Jena 1893 (Göttinger Digitalisierungszentrum)
- "Review of Léon Walras, Éléments d'économie politique pure, 2e édit.", 1890, Revue d'économie politique
- Ladislaus Bortkiewicz, Das Gesetz der kleinen Zahlen, Leipzig, B.G. Teubner, 1898 (lire en ligne)
- Ladislaus von Bortkiewicz, « Wertrechnung und Preisrechnung im Marxschen System (1) », Archiv für Sozialwissenschaft und Sozialpolitik, vol. 23,‎ 1906, p. 1–50 (lire en ligne)
- Ladislaus von Bortkiewicz, « Wertrechnung und Preisrechnung im Marxschen System (2) », Archiv für Sozialwissenschaft und Sozialpolitik, vol. 25,‎ 1907, p. 10—51 (lire en ligne) — traduction anglaise de l'article (Value and Price in the Marxian System), 1952, International Economic Papers, No.2
- Ladislaus von Bortkiewicz, « Wertrechnung und Preisrechnung im Marxschen System (3) », Archiv für Sozialwissenschaft und Sozialpolitik, vol. 25,‎ 1907, p. 455—488 (lire en ligne)
- Ladislaus von Bortkiewicz, Karl Marx and the Close of his System, New York, Augustus M. Kelley, 1949, 197–221 p. — Spanish version 1917 * Original German version
- Ladislaus Bortkiewicz, Die Iterationen — Ein Beitrag zur Wahrscheinlichkeitstheorie, Berlin, Springer, 1917 (lire en ligne)
- "Die Rodbertus'sche Grundrententheorie und die Marx'sche Lehre von der absoluten Grundrente", extrait de: Archiv für die Geschichte des Sozialismus und der Arbeiterbewegung, 1910–11

## Sources
- Larousse encyclopédique en couleurs, France Loisirs 1978.
- Joseph Schumpeter: Ladislaus von Bortkiewicz, Economic Journal, Vol. 42 (1932), pp. 338–340, reprinted in: Ten great economists from Marx to Keynes (New York, 1960), pp. 302–305
- Emil Julius Gumbel: Ladislaus von Bortkiewicz, International Encyclopedia of the Social Sciences 2 (New York, 1968), pp. 128–131. Freely available online at StatProb @ Internet Archive Wayback Machine
- Paul A. Samuelson. Resolving a Historical Confusion in Population Analysis. Human Biology, 48, 1976: pp. 559–580.